# Westerplatte

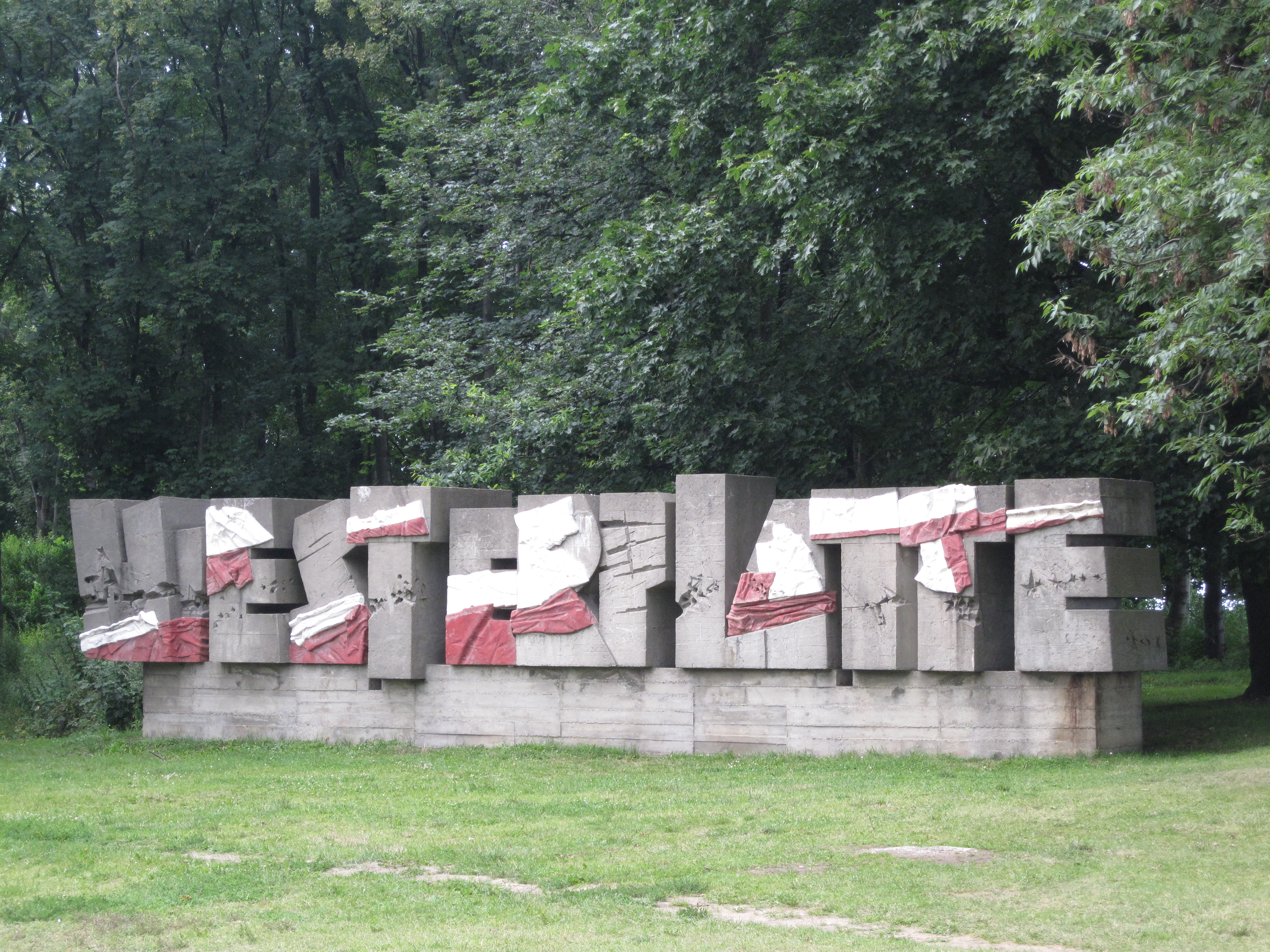
Denkmal auf der Westerplatte

Die Westerplatte bei Danzig ist eine größtenteils bewaldete, sandige, langgestreckte Halbinsel ohne nennenswerte Bodenerhebungen zwischen Ostsee und Hafenkanal. Bekannt wurde sie durch den Beschuss des polnischen Munitionslagers am 1. September 1939, der zusammen mit dem Luftangriff auf Wieluń beim Überfall auf Polen als Beginn des Zweiten Weltkrieges gilt. An die polnischen Verteidiger erinnert das 1966 eingeweihte Westerplatte-Denkmal.

## Entstehung
Die Westerplatte entstand durch Sandablagerungen an der ehemaligen Weichselmündung. Der Hauptstrom der Weichsel, der vorher bei Danzig in die Ostsee mündete, brach am 1. Februar 1840 etwa 20 Kilometer ostwärts von Danzig beim Dorfe Neufähr durch den Dünengürtel, der das tief liegende Werder (ehemals ein Teil des Frischen Haffs) von der Ostsee trennte. Dadurch wurde der Unterlauf der ehemaligen Weichsel stromlos, so dass die „Tote Weichsel“ entstand. Durch Regulierungsarbeiten wurde diese zum Hafenkanal ausgebaut. An seinem rechten Ufer liegt die somit zur Halbinsel gewordene Westerplatte. Sie ist im Süden vom Hafenkanal und im Westen und Norden von der Ostsee umgeben und im Osten an der Verbindung zum Land etwa 60 Meter breit. Ihre Länge beträgt etwa zwei Kilometer, die größte Breite etwa 600 Meter. Der Hafenkanal ist die Verbindung des Danziger Hafens und der seinerzeit drei Danziger Werften zur Ostsee. Von 1924 bis 1939 befand sich dort ein befestigtes polnisches Munitionslager innerhalb der Grenzen der Freien Stadt Danzig.

## Geschichte

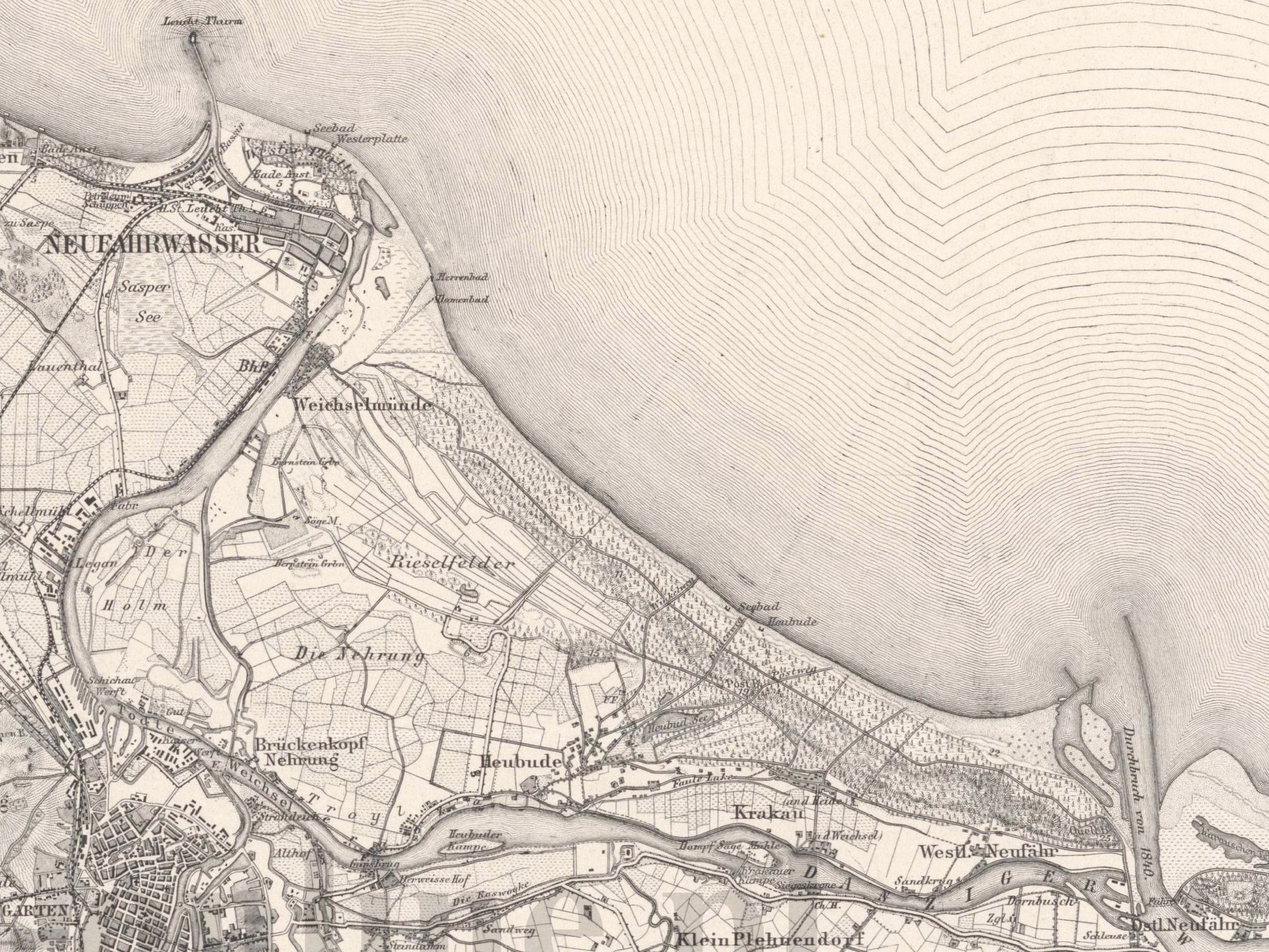
Die Westerplatte auf einer Karte von 1901 (links oben)

### Ostseebad Westerplatte
Die waldreiche Parkanlage auf der Halbinsel Westerplatte wurde seit etwa 1830 zu einem Ostseebad für warme und kalte Seebäder. Das Ostseebad Westerplatte hatte einen Kurpark mit Kurhaus und Heilanstalt. Die Westerplatte war über Neufahrwasser mit Straßenbahn und Fähren oder per Dampfer zu erreichen. Die Stadt Danzig unterhielt außer dem Bad Westerplatte noch die Ostseebäder Brösen (heute: Brzeźno) und Heubude (heute: Stogi).

### Polnisches Munitionsdepot
Während des Polnisch-Sowjetischen Krieges (1919–1921) weigerten sich die Hafenarbeiter der Freien Stadt Danzig im August 1920, während der sowjetischen Offensive auf Warschau, für die polnische Armee bestimmtes Kriegsmaterial zu löschen. Englische Truppen entluden die Munition, die auf französischen Schiffen eingetroffen war. Die Polen machten die Danziger Verwaltung für diesen Vorfall verantwortlich und forderten von der Freien Stadt Danzig ein Gelände zur Anlegung eines Munitionsdepots.
Dieser Forderung gab der Völkerbund mit Beschluss vom 14. März 1924 statt. Polen wurde das Ostseebad Westerplatte „als Platz zum Löschen, Lagern und Transport von Sprengstoffen und Kriegsgerät“ zugestanden, obwohl der Danziger Senat unter Senatspräsident Heinrich Sahm von Anfang an dagegen protestiert hatte. Unter hohen Kosten, an denen sich Danzig wider Willen beteiligen musste, wurde unmittelbar neben dem Hafeneingang an der Stelle eines vielbesuchten Badeortes ein Hafenbecken ausgehoben. Dazu wurden entsprechende Lagerschuppen errichtet und ein Anschluss an das Danziger Eisenbahnnetz geschaffen. Die Westerplatte wurde zwar nicht polnisches Staatsgebiet, der Hauptteil der Halbinsel war jedoch dem polnischen Militär vorbehalten und für Unbefugte nicht zugänglich. Die zulässige Stärke der Wachmannschaft war vom Völkerbund auf zwei Offiziere, 20 Unteroffiziere und 66 Mannschaften festgesetzt worden. Die Stadt Danzig durfte seit einer Abmachung von 1928 zwei Polizeiposten an den Zugängen zur Westerplatte unterhalten.

### Affäre Westerplatte
In der Folge kam es zu zwei Vorfällen, welche die „Affäre Westerplatte“ ausmachten. Der Vertrag von Versailles räumte der polnischen Seite die Benutzung des Danziger Hafens als „port d’attache/Heimathafen“ für ihre Kriegsschiffe ein. Als am 14. Juni 1932 ein Flottenbesuch britischer Zerstörer stattfand, verweigerte jedoch der Danziger Senat der polnischen Marine das Recht, auch eines ihrer Kriegsschiffe dort anlegen zu lassen. Als Antwort darauf lief der polnische Zerstörer ORP „Wicher“, ohne den Senat wie gewöhnlich zu benachrichtigen, im Danziger Hafen ein. Im Anschluss kam es zu gegenseitigen Höflichkeitsbesuchen zwischen dem polnischen und britischen Offizierskorps. Überdies wurde die Wachmannschaft der Westerplatte in Alarmbereitschaft versetzt. Diese Machtdemonstration hemmte den Senat zunächst, die Rechte der polnischen Seite weiter zu beschneiden.
Zum zweiten Teil der „Affäre Westerplatte“ kam es am 6. März 1933, nachdem der Danziger Senat entgegen den Vertragsbestimmungen die dem Hafenausschuss unterstehende Hafenpolizei entlassen und die ihm unmittelbar unterstehende Danziger Polizei zur Sicherung des das Munitionslager umgebenden Hafengeländes eingesetzt hatte. Als Reaktion darauf landete der polnische Truppentransporter ORP Wilia ein Bataillon polnischer Marineinfanterie an und verstärkte somit entgegen den Vertragsbestimmungen die dortige Garnison. Marschall Józef Piłsudski wollte mit dieser Aktion zwei Dinge erreichen: Er wollte Hitler zu Gesprächen mit Polen geneigt machen und vor allem die Danzig regierende Deutschnationale Volkspartei schwächen, da diese eine starke antipolnische Einstellung vertrat und vehement revisionistische Forderungen erhob. Die Aktion hatte jedoch ein für Piłsudski unerwartetes Ergebnis: Da der von den Polen unterschätzte Hitler von seinem Plan abließ, eine nationalsozialistische Stadtregierung in Danzig zu installieren, wurden die eigentlich von Piłsudski bekämpften Deutschnationalen gestärkt.

### Ausbau der Westerplatte
In Gdingen (Gdynia), das im Gegensatz zur Westerplatte im 1920 eingerichteten Polnischen Korridor lag, baute Polen derweil einen eigenen Industrie- und Militärhafen aus. Damit waren im Prinzip die Gründe dafür hinfällig geworden, die für die Abtrennung Danzigs von Deutschland bzw. die Anlage des Munitionsdepots auf der Westerplatte geltend gemacht worden waren, sieht man einmal von den seitens Polens geltend gemachten historischen Ansprüchen ab, die mit der Zugehörigkeit der Stadt zum Preußen Königlichen Anteils, das sich freiwillig unter die Schirmherrschaft der Krone Polens begeben hatte, bis zu den Teilungen Polen-Litauens begründet wurden. Aufgrund der politischen Ereignisse des Jahres 1933 in Deutschland landete am 6. März 1933 polnische Marineinfanterie auf der Westerplatte, um das Durchgangslager auf Danziger Gebiet mit Feldbefestigungen auszubauen. Auf eine entsprechende Beschwerde Danzigs verfügte der Völkerbund, dass Polen dieses Vorhaben aufzugeben und die erbaute Feldbefestigung zu schleifen habe. Die polnische Seite fügte sich zunächst der Anordnung. Sie schuf aber in den kommenden Jahren durch Abreißen alter Bauten und den Bau neuer Unterkunfts- und Wachhäuser mit in den Kellergeschossen vorbereiteten MG-Stellungen ein befestigtes Verteidigungssystem. Das geschah in der Zeit von 1933 bis 1936 unter Leitung von Major (Ing.) Mieczysław Kruszewski, dem Chef der Befestigungsabteilung der Marine.
Nach der deutschen Besetzung der „Rest-Tschechei“ wurden im März 1939 die Befestigungen verstärkt. An Bewaffnung waren ein 7,62-cm-Feldgeschütz, zwei 3,7-cm-Pak, 18 schwere und 23 leichte Maschinengewehre sowie Gewehre, Pistolen und Handgranaten vorhanden. Der Kampfauftrag für die Besatzung lautete, im Falle eines deutschen Angriffs die Stellung zwölf Stunden lang zu halten.

## Kriegsausbruch 1939

### Deutsche Vorbereitung

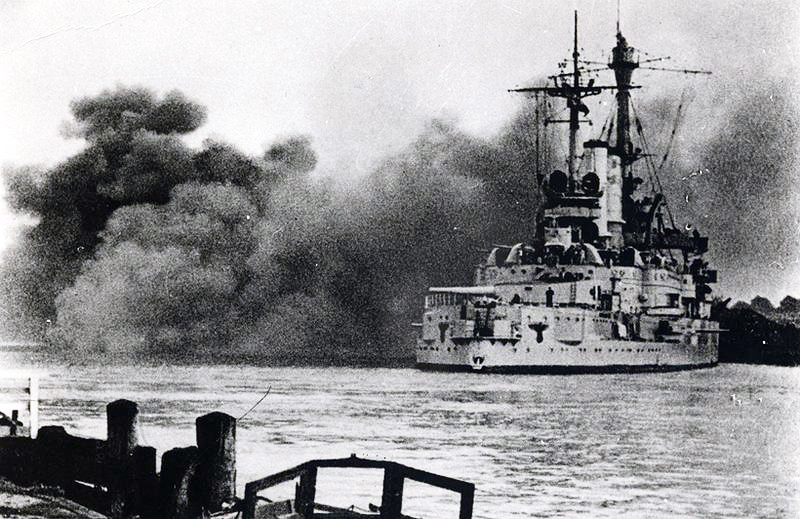
Die feuernde Schleswig-Holstein (Foto vom 1. September 1939)

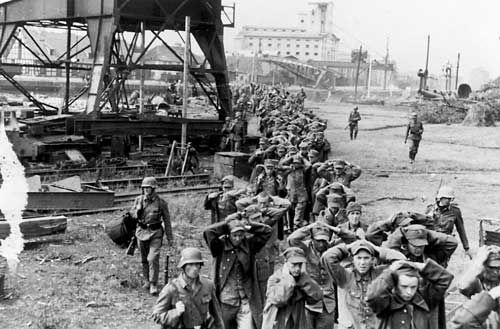
Polnische Verteidiger der Westerplatte kapitulieren

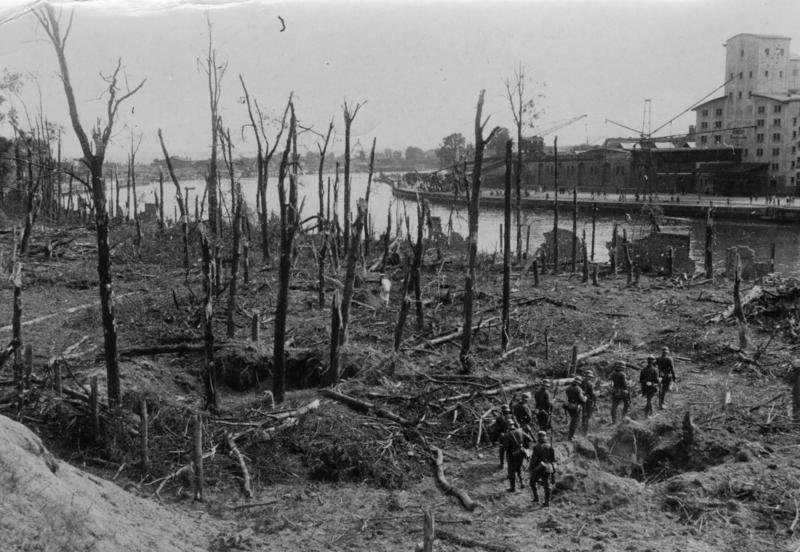
Zerschossener Wald auf der Westerplatte nach der Einnahme am 8. September 1939

Die ersten Pläne für den Angriffskrieg gegen Polen sahen den 26. August 1939 als Stichtag vor. Am 25. August 1939 lief das als Kadettenschulschiff dienende ehemalige Linienschiff Schleswig-Holstein zu einem angeblichen Besuch in den Danziger Hafenkanal ein. Es sollte bei der Kriegseröffnung mit seinen schweren 28-cm-Schnelladekanonen und den 10,5-cm-Schnelladekanonen die polnische Garnison sturmreif schießen. Die Eroberung selbst sollte durch eine heimlich an Bord befindliche Marinestoßtruppkompanie (MSK) mit vier Offizieren, einem Arzt und 225 Mann erfolgen.

### Angriff am 1. September 1939
Am 31. August kam der verschlüsselte Funkspruch mit der Aufforderung, am nächsten Tag um 4:45 Uhr Polen anzugreifen. In der Nacht zum 1. September wurde die „Schleswig-Holstein“ im Hafenkanal verlegt, um ein besseres Schussfeld auf die Westerplatte zu haben. Unterstützt durch die SS-Heimwehr Danzig griffen die MSK-Soldaten von der Landseite an.
Der erste Angriff blieb unter schweren deutschen Verlusten im Abwehrfeuer liegen. Nachdem auch am zweiten Kriegstag die Verteidiger die Angriffe hatten abwehren können, wurden Bombenangriffe angefordert, die am 2. September durch Stuka-Verbände erfolgten. Wegen der mangelnden Abstimmung zwischen den deutschen Verbänden blieb jedoch ein anschließender Infanterieangriff aus. Beschuss und Bombardement der Westerplatte zogen sich bis zum 7. September hin, an dem noch eine erfolglose bewaffnete Aufklärung stattfand. Erst nachdem die Verteidiger diesen Vorstoß zum Stehen gebracht hatten, kapitulierten sie. Vor den abziehenden polnischen Soldaten salutierten deutsche Offiziere. Dem Kommandanten, Major Henryk Sucharski, wurde der Säbel zurückgegeben „mit dem Recht, ihn während der Gefangenschaft zu tragen“.
Die polnischen Verluste waren in Anbetracht des schweren Feuers durch 28-cm- und 10,5-cm-Schiffsgeschütze und des Angriffs durch Flugzeuge relativ gering: Eine polnische Quelle beziffert sie auf 15 Gefallene, 13 Schwer- und 25 bis 40 Leichtverwundete. Die Anzahl der während des eine Woche dauernden Angriffs auf die Westerplatte gebundenen deutschen Soldaten wird auf 3400 geschätzt. 1967, 1988 und 2013 entstanden polnische Filme über die Ereignisse von 1939.
Nach den Kampfhandlungen wurde eine Außenstelle des KZ Stutthof eingerichtet. Die Häftlinge, unter ihnen polnische Priester, mussten Aufräumarbeiten leisten.

## Westerplatte heute

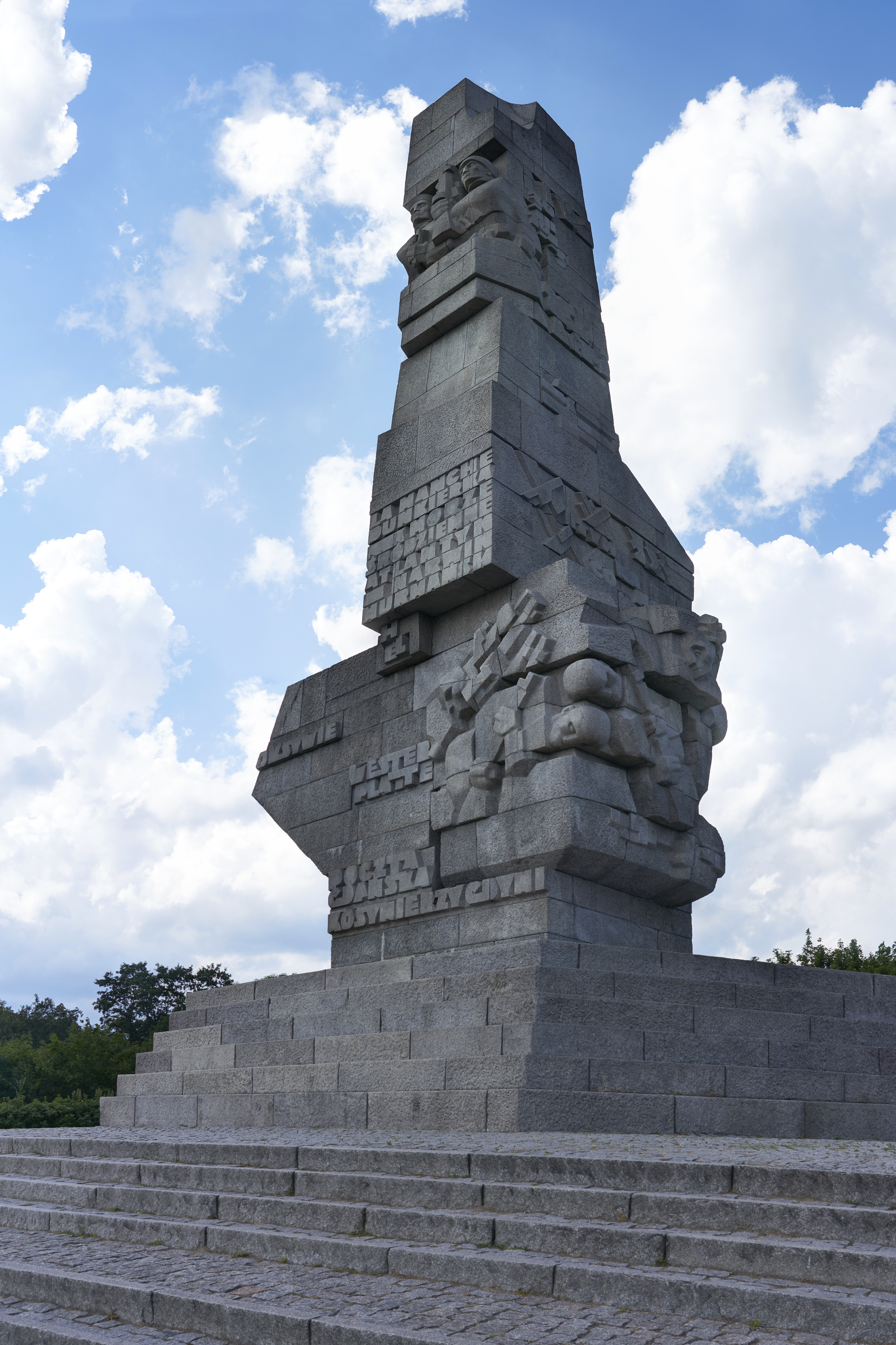
Westerplatte-Denkmal zu Ehren der polnischen Verteidiger

Diese Verteidigung wurde in Polen nach dem Krieg zum Symbol des Widerstandes gegen Deutschland. Das Denkmal entstand 1966. Die Westerplatte hat in Polen ihren deutschen Namen behalten.
Ein weiteres blumengeschmücktes Denkmal erinnert an 15 polnische Verteidiger, von denen die meisten am 2. September gefallen sind. Die zerstörte dreistöckige „Kaserne“ ist betretbar und wurde durch Betonbögen vor weiterem Verfall gesichert. Drei Gruppen großer Schautafeln erinnern an die Ereignisse von 1939 und die Kapitulation der Westerplatte am 7. September.
Im August 2007 wurde ein Denkmal mit einem sowjetischen T-34-Panzer entfernt, da es nichts mit den Ereignissen des Jahres 1939 auf der Westerplatte zu tun hatte. Zwei Teile eines T-34-Turms sind noch als Relikte an der Böschung zu sehen, die Beschriftung wurde entfernt.

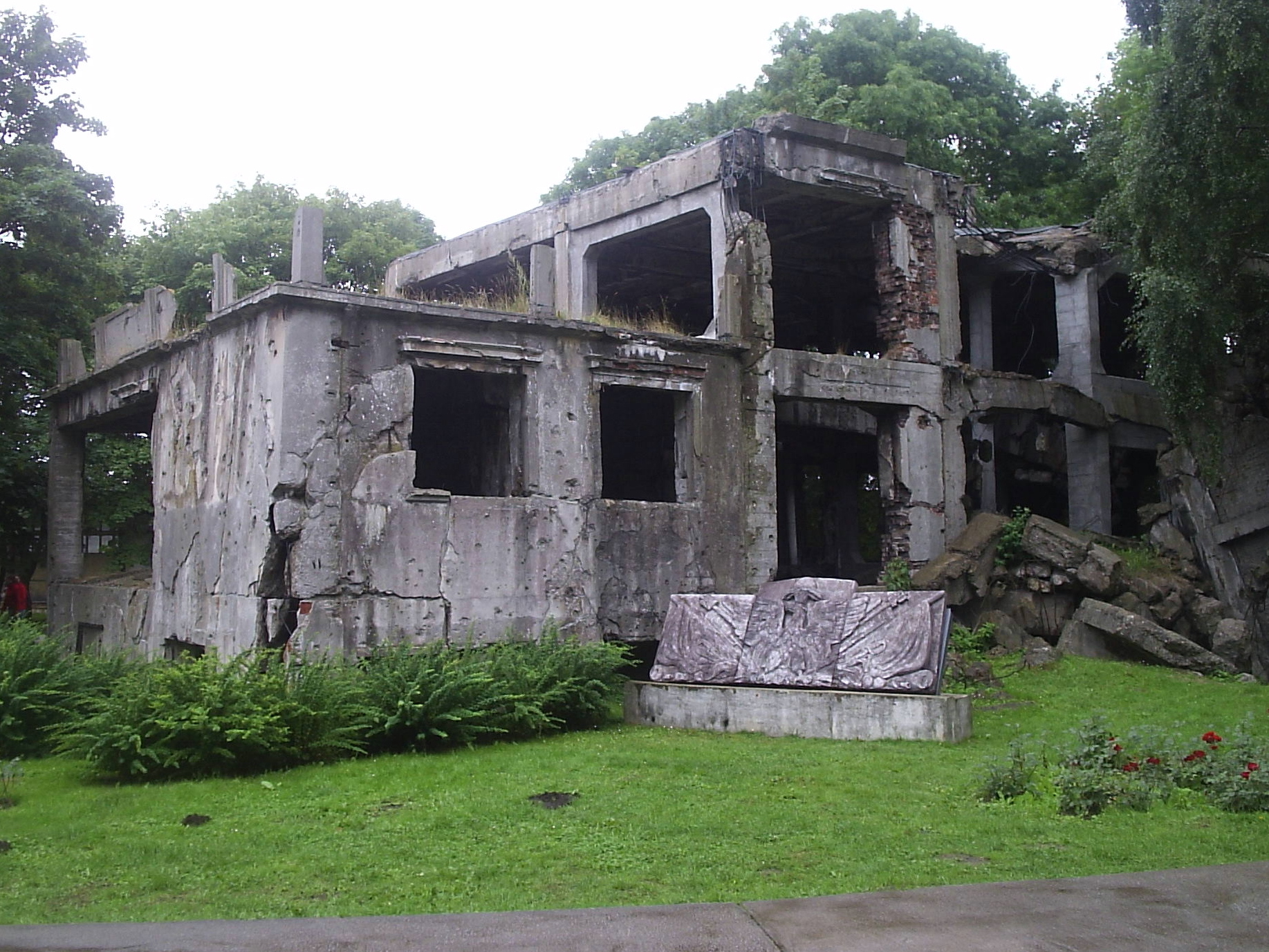
Die Kaserne
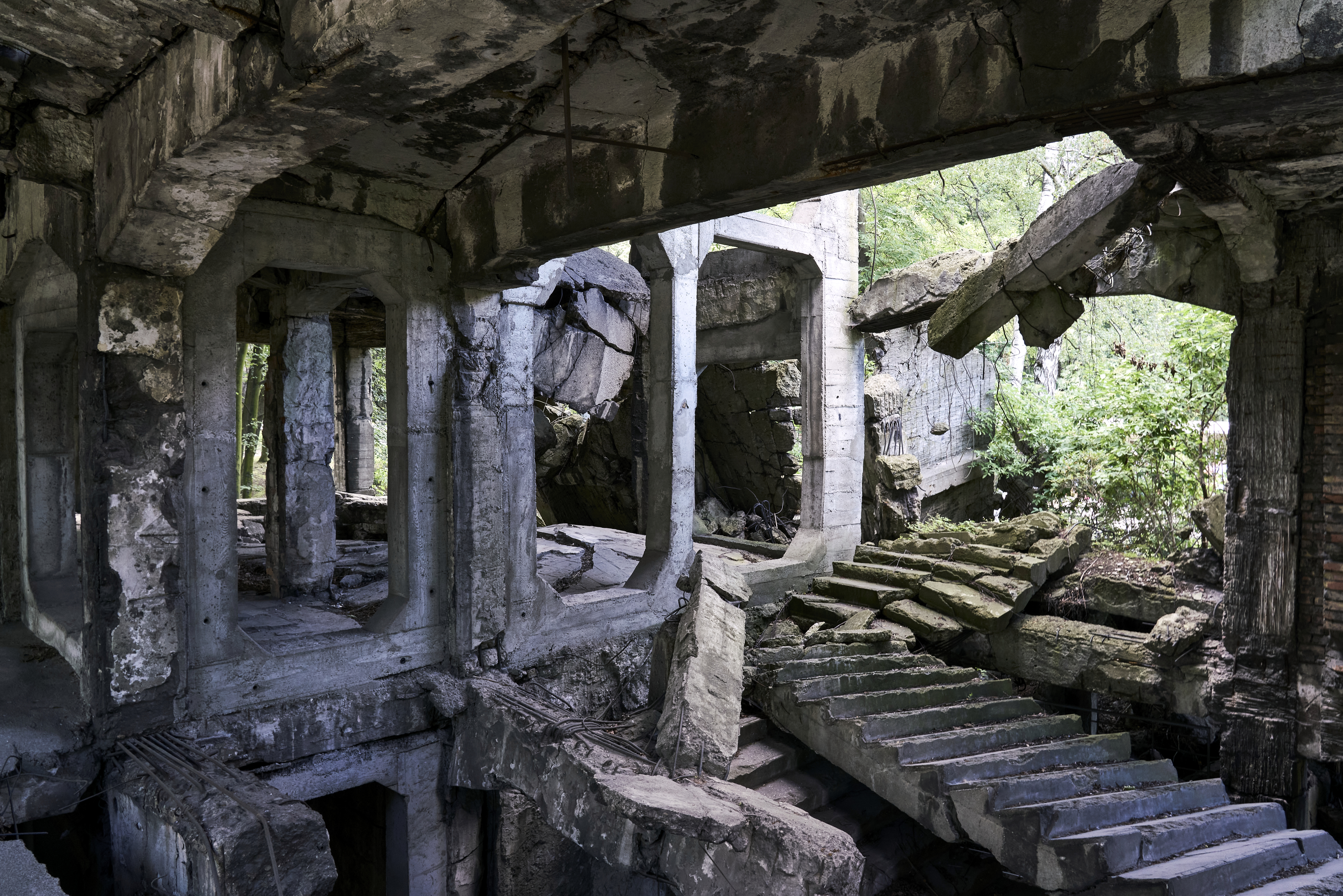
Kasernenkeller
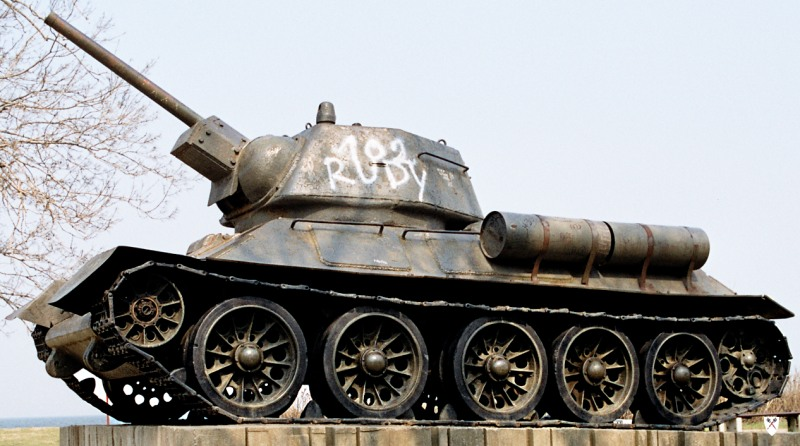
Das Panzerdenkmal